# Sinalização de trânsito no Japão

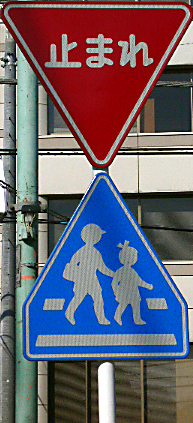
Exemplo de placa "pare" em rua do Japão.

Os sinais de trânsito no Japão (日本の道路標識, nihon no dōrohyōji),  em hiragana にほん の どうろひょうしき, são estabelecidos para garantir a segurança do trânsito e a integridade do motorista nas ruas japonesas.
Ao contrário da maioria dos países do mundo, os sinais não são baseados na sinalização definida na Convenção de Trânsito Viário, realizada em Viena, Áustria, em 08 de novembro de 1968.

## Classificação

### Tipos
Os sinais de trânsito no Japão podem ser grosseiramente divididos em sinais informativos (本標識) e sinais auxiliares (補助標識). O segundo tipo pode ser classificado em 4 categorias diferentes:
- Sinais de aviso - 案内標識 (あんない ひょうじ (an'nai hyōji));
- Sinais de advertência - 警戒標識 (けいかいひょうしき (keikai hyōshiki));
- Sinais de regulamentação - 規制標識 (きせいひょうしき (kisei hyōshiki));
- Sinais de indicação - 指示標識 (しじひょうしき (shiji hyōshiki));

O sinal de parada japonesa é um triângulo vermelho, apontando para baixo com texto 止まれ (tomare) que significa pare. Os sinais de proibição são redondos com fundos brancos, bordas vermelhas e pictogramas azuis. Já os sinais de instruções obrigatórias são redondos com fundos azuis e pictogramas brancos.

### Etiquetas auxiliares

Placa de etiqueta auxiliar indicando "a partir daqui".

Algumas placas podem acompanhar uma etiqueta auxiliar 補助標識 (ほじょひょうしき (hojo hyōshiki)). Estas placas possuem formato retangular e são totalmente brancas, contendo algumas informações específicas.
As principais palavras encontradas em placas auxiliares são:
| Palavra em Japonês | Palavra em Japonês | Em português              |
| ------------------ | ------------------ | ------------------------- |
| ここから           | koko kara          | A partir daqui            |
| ここまで           | koko made          | Até aqui                  |
| 停 - とま          | toma               | Parar (sem ser verbo)     |
| 終点 - しゅうてん  | shūten             | Ponto final               |
| 始点 - してん      | shiten             | Ponto de partida          |
| 注意 - ちゆうい    | chūi               | Cautela, atenção, cuidado |
| 入口 - いりぐち    | iriguchi           | Entrada                   |
| 出口 - でぐち      | deguchi            | Saída                     |

## Estrutura e material

### Dimensões dos sinais
Em cada tipo de placa, as dimensões dos sinais rodoviários são previamente estipuladas, com o objetivo de manter a padronização das placas, facilitando assim sua identificação.
Nota: As unidades estão em centímetros (cm) 
| # | Forma | Sinalização           | Dimensão                 |
| - | ----- | --------------------- | ------------------------ |
| 1 |       | Sinais de advertência | lados com 45 cm          |
| 2 |       | Sinais circulares     | diâmetro de 60 cm        |
| 3 |       | Sinais triangulares   | lados com 80 cm          |
| 4 |       | Sinais quadrados      | lados com 60 cm[a]       |
| 5 |       | Sinais retangulares   | 40 por 60 centímetros[b] |

- a. ^  Algumas placas quadradas específicas podem ter 90 cm de lado.
- b. ^  Pode variar em 10 cm para mais ou para menos dependendo das inscrições da placa.

Alguns sinais de guia (como de pontos turísticos, por exemplo) não possuem restrição de tamanho, mas possuem um valor de referência para o tamanho da letra.

### Material

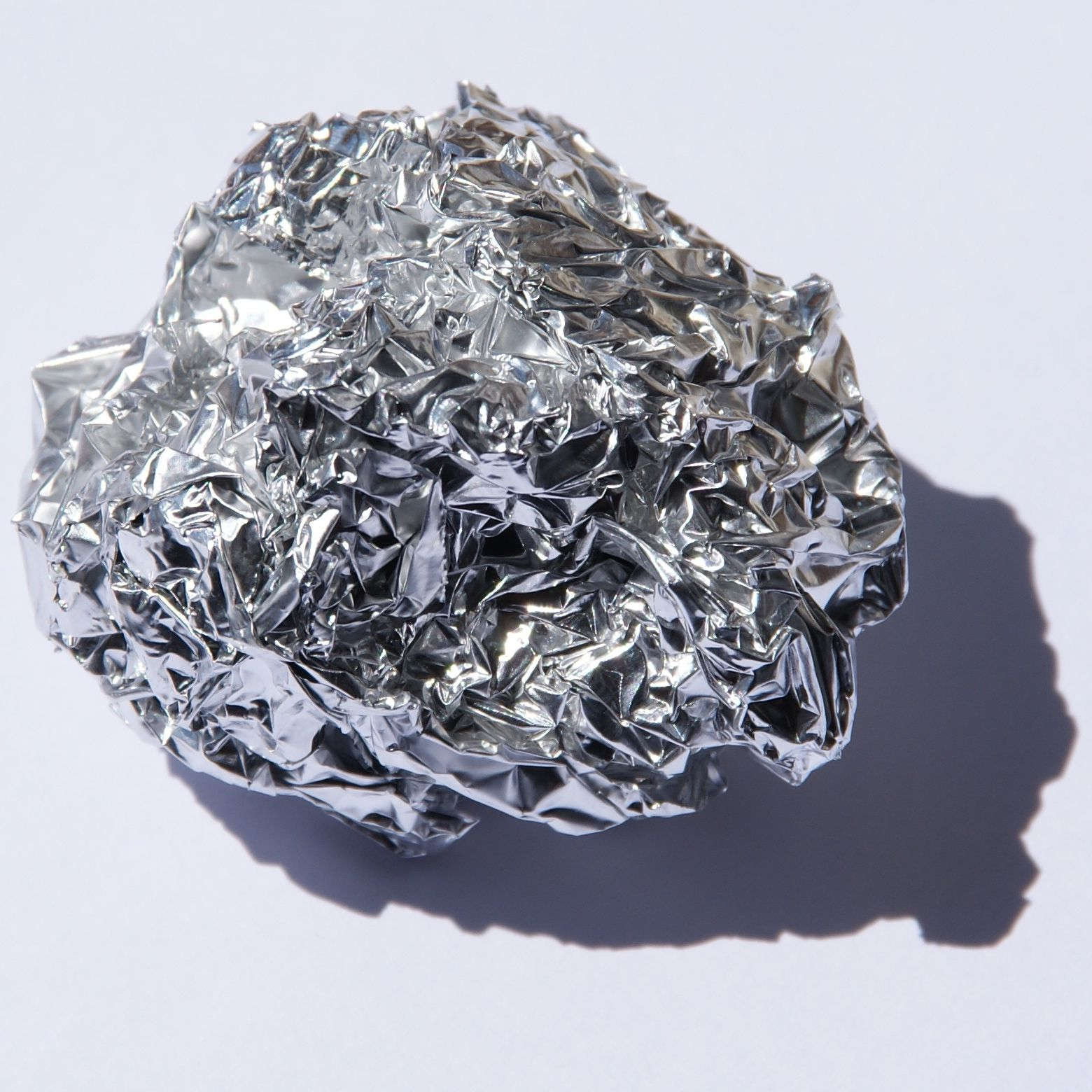
Alumínio, um dos materiais utilizados na confecção de sinais de trânsito.

As placas geralmente são confeccionadas em alumínio ({\displaystyle Al}), aço, resina sintética, entre outros materiais similares.
Em geral, qualquer material que possua propriedades similares às de um aço com 0,2% de carbono em peso podem ser utilizados.
Tais propriedades giram em torno de: 
- Massa volumétrica: 7860 kg/m³ (ou 7,86 g/cm³)
- Coeficiente de expansão térmica: 11,7 10−6 (C°)−1
- Condutividade térmica:52,9 W/m-K
- Calor específico: 486 J/kg-K
- Resistividade elétrica: 1,6 10−7Ωm
- Módulo de elasticidade (Módulo de Young) longitudinal: 210GPa
- Módulo de elasticidade (Módulo de Young) transversal:80 GPa
- Coeficiente de Poisson: 0,3
- Limite de escoamento: 210 MPa
- Limite de resistência à tração: 380 MPa
- Alongamento: 25%

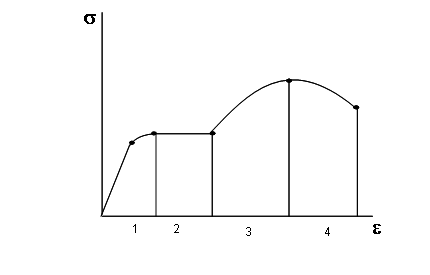
Diagrama tensão-deformação típico do aço (sem escala).

Quando é utilizada uma placa de liga de alumínio, é utilizada uma que tenha espessura de 1 mm a 2 mm. A baixa espessura tem como objetivo principal diminuir o impacto de possíveis batidas de veículos, minimizando assim os riscos de agravamento nos acidentes de trânsito.

### Cor das placas

Logotipo atual da JIS

A cor utilizada para sinalização rodoviária é decidida de acordo com os padrões das normas internacionais japonesas - JIS (日本工業規格, Nihon Kōgyō Kikaku) e é chamada de cor de segurança JIS. Além das placas de estrada, as cores de segurança JIS também são adotadas para sinais de segurança, como sinais de saída de emergência. Tais cores são usualmente identificados pelo valores de Munsell. As cores de segurança JIS vermelhas, verdes, azuis e amarelas usadas principalmente para os sinais estão apresentadas na tabela abaixo.

## Sinais de Aviso

(101) 市町村
(102-A) 都府県
(102-B) 都府県
(103-A) 入口の方向
(103-B) 入口の方向ß
(104) 入口の予告
(105-A) 方面、方向及び距離
(105-B) 方面、方向及び距離
(105-C) 方面、方向及び距離
(106-A) 方面及び距離
(106-B) 方面及び距離
(106-C) 方面及び距離
(107-A) 方面及び車線
(107-B) 方面及び車線
(108-A) 方面及び方向の予告
(108-B) 方面及び方向の予告
(108-B) 方面及び方向の予告
(108の2-A) 方面及び方向
(108の2-B) 方面及び方向
(108の2-B) 方面及び方向
(108の2-C) 方面及び方向
(108の2-D) 方面及び方向
(108の2-E) 方面及び方向
(108の3) 方面、方向及び道路の通称名の予告
(108の4) 方面、方向及び道路の通称名
(109) 出口の予告
(110-A) 方面及び出口の予告
(110-B) 方面及び出口の予告
(111-A) 方面、車線及び出口の予告
(111-B) 方面、車線及び出口の予告
(112-A) 方面及び出口
(112-B) 方面及び出口
(113-A) 出口
(113-B) 出口
(114-A) 著名地点
(114-A) 著名地点
(114-B) 著名地点
(114-C) 著名地点
(114の2-A) 主要地点
(114の2-B) 主要地点
(115) 料金徴収所
(116の2-A) サービス・エリア、道の駅の予告
(116の2-A) サービス・エリア、道の駅の予告
(116の2-B) サービス・エリア、道の駅の予告
(116の3-A) サービス・エリア
(116の3-A) サービス・エリア
(116の3-B) サービス・エリア
(116の4) 非常電話
(116の5) 待避所
(116の6) 非常駐車帯
(117-A) 駐車場
(117-B) 駐車場
(117の2-A) 登坂車線
(117の2-B) 登坂車線
(118-A) 国道番号 )
(118-B) 国道番号
(118-C) 国道番号
(118の2-A) 都道府県道番号
(118の2-B) 都道府県道番号
(118の2-B) 都道府県道番号 主要地方道
(118の2-C) 都道府県道番号
(118の2-C) 都道府県道番号 主要地方道
(118の3-A) 総重量限度緩和指定道路
(118の3-B) 総重量限度緩和指定道路
(118の4-A) 高さ限度緩和指定道路
(118の4-B) 高さ限度緩和指定道路
(118の4-C) 高さ限度緩和指定道路
(118の4-D) 高さ限度緩和指定道路
(118の3-A) e (118の4-A) 118の3-Aと4-Aの複合
(118の3-B) e (118の4-B) 118の3-Bと4-Bの複合
(119-A) 道路の通称名
(119-B) 道路の通称名
(119-C) 道路の通称名
(119-D) 道路の通称名
(120-A) まわり道
(120-B) まわり道
(121-A) エレベーター
(121-B) エレベーター
(121-C) エレベーター
(122-A) エスカレーター
(122-B) エスカレーター
'(122-C) エスカレーター
(123-A) 傾斜路
(123-B) 傾斜路
(123-C) 傾斜路
(124-A) 乗合自動車停留所
(124-B) 乗合自動車停留所
(124-C) 乗合自動車停留所
(125-A) 路面電車停留場
(125-B) 路面電車停留場
(125-C) 路面電車停留場
(126-A) 便所
(126-B) 便所
(126-C) 便所

## Sinais de Advertência
Sinais de advertência possuem forma de diamante com fundos amarelos, bordas pretas e pictogramas pretos.

(201-A) Cruzamento
(201-B-R) Entroncamento à direita
(201-B-L) Entroncamento à esquerda
(201-C) Interseção em T
(201-D) Bifurcação em Y
(201の2) Carrossel
(202-R) Curva à direita
(202-L) Curva à esquerda
(203-R) Curva acentuada à direita
(203-L) Curva acentuada à esquerda
(204-R) Curva em "S" à direita
(204-L) Curva em "S" à esquerda
(205-R) Curva em "Z" à direita
(205-L) Curva em "Z" à esquerda
(206-L) Pista sinuosa à esquerda
(206-R) Pista sinuosa à direita
(207-A) Cruzamento ferroviário
(207-B) Cruzamento ferroviário - outro formato
(208) Área escolar
(208の2) Semáforo à frente
(209) Pista escorregadia
(209の2) Área com desmoronamento
(209の3) Saliência ou lombada
(210) Confluência à esquerda
(211) Estreitamento de pista à esquerda
(212) Estreitamento de pista ao centro
(212の2) Mão dupla à frente
(212の3) Aclive acentuado
(212の4) Declive acentuado
(213) Obras
(214) Vento lateral perigoso
(214の2-A) Animais selvagens - cervo (シカ)
(214の2-B) Animais selvagens - guaxinim (タヌキ)
(214の2-C) Animais selvagens - coelho (ウサギ)
(214の2-D) Animais selvagens - macaco (サル)
(215) Outros perigos

### Exemplos de utilização
| Aviso sobre animais na estrada de Yanbarukuina da Prefeitura de Okinawa. | Uso das placas (202) e (209の3). |

## Sinais de Regulamentação

Rua fechada
Fechado para todos os veículos
Proibido entrada de veículos
Proibido veículos de 4 rodas, exceto motocicletas
Proibido trânsito de caminhões grandes
Proibido caminhões grandes acima da capacidade especificada
Proibido trânsito de veículos grandes de passeio
Proibido trânsito de motocicleta ou motoneta
Proibido trânsito de veículos leves, exceto bicicletas
Proibido trânsito de bicicletas
Proibido trânsito de veículos automotores
Proibido trânsito de moto com duas pessoas
Siga à esquerda ou em frente
Siga à direita
Siga apenas em frente
Siga à direita ou esquerda
Não seguir à esquerda oblíqua
Continue pela esquerda
Proibido cruzar a rua
Proibido retornar à direita
Proibido ultrapassar à direita
Proibido estacionar ou parar no horário especificado
Proibido parar no horário especificado
Estacionamento com tempo limitado
Proibido substâncias perigosas
Peso máximo permitido
Altura máxima permitida
Largura máxima permitida
Velocidade mínima permitida
Permitido apenas veículos automotores
Apenas bicicleta
Apenas pedestre e bicicleta
Apenas pedestre
Sentido único
Sentido único
Sentido único para bicicleta
Sentido único para bicicleta
(327) 車両通行区分
(327の2) 特定の種類の車両の通行区分
(327の3) 牽引自動車の高速自動車国道通行区分
(327の4) 専用通行帯
(327の5) 路線バス等優先通行帯
(327の6) 牽引自動車の自動車専用道路第一通行帯通行指定区間
(327の7-A) 進行方向別通行区分
(327の7-B) 進行方向別通行区分
(327の7-C) 進行方向別通行区分
(327の7-D) 進行方向別通行区分
(327の8) 原動機付自転車の右折方法(二段階)
(327の9) 原動機付自転車の右折方法(小回り)
(327の10) 環状の交差点における右回り通行
(327の11) 平行駐車
(327の12) 直角駐車
(327の13) 斜め駐車
(328) 警笛鳴らせ
Diminua a velocidade
(329の2) 前方優先道路
(330-A) Pare em japonês (止まれ) e em inglês (Stop)
(330-B) Pare apenas em em japonês (止まれ)
(330の2) Pare com etiqueta auxiliar
Proibido pedestres
Proibido a travessia de pedestres

### Exemplos de utilização
| Aviso para pedestres não cruzarem a via. | Placa proibindo trânsito de caminhões com mais de 3 toneladas. | Placa proibindo o trânstio de motos e caminhões entre 22h e 6h. |

## Sinais de Indicação

(401) 並進可
(402) 軌道敷内通行可
(403) 駐車可
(404) 停車可
(405) 優先道路
(406) 中央線
(406の2) 停止線
(407-A) 横断歩道
(407-B) 横断歩道
(407の2) 自転車横断帯
(407の3) 横断歩道・自転車横断帯
(408) 安全地帯
(409-A) 規制予告
(409-B) 規制予告

## Etiquetas auxiliares
Existem inúmeros tipos de etiquetas auxiliares com várias inscrições. Algumas delas são:

(501) 距離・区域 「ここから50m」
(502) 日・時間 「日曜・休日を除く」
(503-A) 車両の種類 「大貨等」
(503-B) 車両の種類 「貨物自動車」
(503-C) 車両の種類 「最大積載量3t以上の貨物自動車」
(503-D) 車両の種類 「標章車専用」
(504) 駐車余地 「駐車余地6m」
(504の2) 駐車時間制限 「パーキング・メーター表示時刻まで」
(505-A) 始まり
(505-B) 始まり
(505-C) 始まり
(506) 区間内
(506の2) 区域内
(507-A) 終わり
(507-B) 終わり
(507-C) 終わり
(507-D) 終わり
(508) 通学路
(508の2) 追越し禁止
(509) 前方優先道路
(509の2) 踏切注意
(509の3) 横風注意
(509の4) 動物注意
(509の5) 注意
(510) 注意事項 「安全速度 30km/h」
(510) 注意事項 「路肩弱し」
(510の2) 規制理由 「騒音防止区間」
(511) 方向
(512) 規制理由 「小諸市本町」
(513) 始点
(514) 終点